# 大理石拱門小丘
大理石拱門小丘（英語：Marble Arch Mound）是一個位於英國倫敦，靠近大理石拱门的25米高的臨時性人造山，山頂設有觀景台。小丘在2021年7月26日對外開放，但不久收到大量旅客負評後便關閉，直到8月重新開放至2022年1月結束。

## 設計
小丘位於海德公園東北角，牛津街終點處，靠近大理石拱門。這25米高的小丘由腳手架搭建而成，在架的表面鋪上景天屬草皮和植皮，旅客從地面步行130級或坐升降機便可到達觀景台或室內活動場地。小丘每日可容納1000名旅客，同一時間人數限制為25人，預計能吸引共20萬名旅客參觀。
這小丘由威斯敏斯特市議會提議，由荷蘭公司MVRDV負責興建，目的是刺激經歷2019冠状病毒病疫情全國封鎖後國內旅遊，吸引人們回到牛津街購物，及提供一個能看到巴特西发电站和金丝雀码头的觀景處。
大理石拱門小丘在2021年2月提議興建，並同得計劃獲得許可，在5月正式動工興建，花費200萬鎊。

## 開幕
大理石拱門小丘在2021年7月26日開幕，入場費為4.5至8鎊。然而這景點得到大量旅客負評，包括小丘與宣傳照片不同，無法看到海德公園等，只是一堆尚未完工的瓦礫景觀。威斯敏斯特市議會為了救火，開幕數天後宣佈會暫停開放，指小丘正經歷「成長痛」，景點尚未準備好對外開放，植皮需要時間生長，而第一批旅客能夠獲得退款及另一張免費門票。
小丘於8月重新開放至2022年1月。。